# إيفون فورنو
إيفون فورنو (بالفرنسية: Yvonne Furneaux)‏ هي ممثلة فرنسية، ولدت في 11 مايو 1926 في فرنسا.

## أعمال

### أفلام
- (1960) لا دولشي فيتا

## وصلات خارجية
- إيفون فورنو على موقع IMDb (الإنجليزية)
- إيفون فورنو على موقع ألو سيني (الفرنسية)
- إيفون فورنو على موقع أول موفي (الإنجليزية)
- إيفون فورنو على موقع قاعدة بيانات الأفلام السويدية (السويدية)
- إيفون فورنو على موقع إن إن دي بي (الإنجليزية)
- إيفون فورنو على موقع قاعدة بيانات الفيلم (الإنجليزية)
- إيفون فورنو على موقع كينوبويسك (الروسية)